# Energia nucleare in Uzbekistan
Nel 2010 l'energia nucleare in Uzbekistan ha generato lo 0% dell'energia elettrica prodotta in totale nel Paese, al momento non ci sono reattori commerciali funzionanti ma è in avanzata fase di discussione la costruzione del primo reattore.

## Produzione di uranio
Il Uzbekistan è un produttore di uranio, con circa 2500t prodotte ogni anno; la sua produzione storica al 2006 è di 28.069t. Ha risorse uranifere, quantificate in 96.200t di Uranio a <130$/kg nel "Red Book" del 2007.

## Centrali elettronucleari
Tutti i dati della tabella sono aggiornati a gennaio 2020
| Reattori operativi |                    |           |                    |                                    |                                   |                        |
| Centrale | Potenza netta (MW) | Tipologia | Inizio costruzione | Allacciamento alla rete            | Produzione commerciale            | Dismissione (prevista) |
| Totale: 0 reattori per complessivi 0 MW |                    |           |                    |                                    |                                   |                        |
| Reattori in costruzione |                    |           |                    |                                    |                                   |                        |
| Centrale | Potenza netta (MW) | Tipologia | Inizio costruzione | Allacciamento alla rete (prevista) | Produzione commerciale (prevista) | Costo (stimato)        |
| Totale: 0 reattori per complessivi 0 MW |                    |           |                    |                                    |                                   |                        |
| Reattori pianificati ed in fase di proposta |                    |           |                    |                                    |                                   |                        |
| Totale programmati: 2 reattori per complessivi 2.400 MW Totale proposti: 2 reattori per complessivi 2.400 MW                                                        |                    |           |                    |                                    |                                   |                        |
| Reattori dismessi |                    |           |                    |                                    |                                   |                        |
| Nessuno |                    |           |                    |                                    |                                   |                        |
| NOTE: - La normativa in vigore prevede la possibilità di sostituzione e/o aumento del parco reattori al termine del ciclo vitale degli impianti ancora in funzione. |                    |           |                    |                                    |                                   |                        |